# 和平街道 (松原市)
和平街道，是中华人民共和国吉林省松原市宁江区下辖的一个乡镇级行政单位。

## 行政区划
和平街道下辖以下地区：
府宁社区、化南社区和府安社区。